# Facultad de Artes y Ciencias de Rathinam
La Facultad de Artes y Ciencias de Rathinam es una institución mixta situada dentro del campus de Rathinam Techzone en Pollachi Main road, Eachanari, Coimbatore, India. Está afiliado a la Universidad de Bharathiar y reconocido por la Comisión de Becas Universitarias (UGC). La universidad fue establecida en 2001 por la Fundación de Investigación y Educación Rathinam Arumugam.

## Zona tecnológica de Rathinam
La gerencia inició un Software Park en 2002 dentro del campus universitario. Rathinam Software Park opera con 14 empresas de TI/ ITES nacionales y multinacionales. La gerencia también ha iniciado un parque de TI/ITE a gran escala bajo el esquema de Zona Económica Especial (SEZ).

## Fundador
El presidente fundador de la universidad, el Dr. Madan A Sendhil es un NRI con un posgrado en Ingeniería Informática de la Universidad de Florida Central. También ha trabajado para organizaciones estadounidenses como Motorola, Image Soft Technologies y Time Sys. Inició las Instituciones Educativas y el Parque de Tecnología de Software de Rathinam en 2001. El Prof.R.Manickam es el Director Ejecutivo y la Facultad de Artes y Ciencias de Rathinam está dirigida por el director Dr.S.Mohandass.

## Clasificaciones
Entre las facultades de artes y ciencias en la India, la Facultad de Artes y Ciencias de Rathinam ocupó el puesto 74 entre las facultades de artes y ciencias de la India hoy en 2019 y ocupó el tercer lugar en la proporción de estudiantes masculinos y femeninos en 2020. Clasificación NIRF 4 años seguidos. Clasificada como la mejor institución número 13 en Tamil Nadu por el mundo de la educación. Clasificado 101 como las mejores universidades de artes en 2020 por perspectiva.

## Departamentos

### Departamento de Comercio
- B.com.
- B.com. California
- B.com. Pensilvania
- B.com. BPS
- B. Com. Banca y Seguros (B&I)
- B. Com. Tecnología de la Información (TI)
- B. Com. Contabilidad y Finanzas (A&F)
- B. Com. Servicios Financieros (FS)
- B. Com. Secretaría Corporativa (CS)
- M.com.
- M.com. California

### Departamento de Ciencias de la Computación
- B.Sc. Ciencias de la Computación
- BCA (Aplicaciones Informáticas)
- B.Sc. Tecnologías de la información
- B.Sc. Tecnología computacional
- M.Sc. Tecnologías de la información
- M.Sc. Ciencias de la Computación
- M.Sc. Ciencia de datos y análisis empresarial
- M.Phil. en Informática
- Doctor. en Informática

### Departamento de Matemáticas
- B.Sc. Matemáticas
- M.Phil. en matemáticas

### Departamento de Gestión
- BBA (Licenciatura en Administración de Empresas)
- MBA (Maestría en Administración de Empresas)

### Departamento de Comunicación Visual
- B.Sc. Comunicación visual y medios electrónicos
- MA (Comunicación de Masas y Periodismo)

### Departamento de Diseño de Vestuario y Moda
- B.Sc. Diseño de Vestuario y Moda

### Departamento de Inglés
- Licenciatura en Literatura Inglesa
- MA Literatura Inglesa

### Departamento de Ciencias
- B.Sc. Física

### Departamento de Biociencias
- B.Sc. Microbiología
- B.Sc. Biotecnología

## Académicos
La universidad tiene un estatus autónomo y tiene su propio Equipo de Junta de Estudio (BOS).
| Nombre y Designación                                                                                     | Cargo en el Consejo            |
| --- | ------------------------------ |
| Dr. M. Muralidharan , Director, Rathinam College of Arts & Science, Coimbatore                           | Presidente                     |
| Prof. Padmanabhan, Decano de Asuntos Académicos y Controlador de Exámenes, STC, Pollachi, Coimbatore     | Miembro externo                |
| Sr. Abuthahir, Director Gerente, Fatima Tires (P) Ltd, Coimbatore                                        | Miembro externo                |
| Dr. Dharani, director general, Orbito Asia Health Care and Diagnostics, Coimbatore                       | Miembro externo                |
| Sr. Manikandan, arquitecto, DNA Studio and Design India (P) Ltd                                          | Miembro externo                |
| Dr. V. Narmathabai, Profesor y Director, Departamento de Botánica, Universidad de Bharathiar, Coimbatore | Candidato universitario        |
| Dr. V. Thayalan, Profesor y Director, Departamento de Lingüística, Universidad de Bharathiar, Coimbatore | Candidato universitario        |
| Dr. R. Vijayaraghavan, Profesor, Departamento de Estadística, Universidad de Bharathiar, Coimbatore      | Candidato universitario        |
| Dr. G. Jagadeesan, Director adjunto de educación universitaria, Coimbatore                               | Candidato del gobierno estatal |
| Dr. Madan A. Sendhil, presidente del grupo Rathinam, Coimbatore                                          | Miembro                        |
| Dr. S. Raja, asistente. Prof. en Informática                                                             | Miembro                        |
| Sr. A. Uthiramoorthy, Asistente. Prof. en Informática                                                    | Miembro                        |
| Dra. Juliana Gnana Selvi, Asistente. Prof. en Informática                                                | Miembro                        |
| Sra. Jeyanthi Prasanna, HOD de Matemáticas                                                               | Miembro                        |
| Sra. Hemalatha, HOD de Gestión                                                                           | Miembro                        |
| Sr. Saravana Prakash, Asistente. Prof. en CDF                                                            | Miembro                        |
| Dr. D. Rajbalaji, Profesor Asistente, Departamento de BCA                                                | Miembro                        |
| Dr. V. Parameswari, HOD de Tamil                                                                         | Miembro                        |
| Dr. Richard Robert Raa, HOD de Inglés                                                                    | Miembro                        |
| Dr. Muralidharan, HOD de CS&BCA                                                                          | Miembro                        |
| Dr. Jone Antony Raja, HOD de Comunicación Visual                                                         | Miembro                        |
| Dr. JP Kumar, Director, MBA                                                                              | Miembro                        |
| Dr. A. Sumathi, HOD de Comercio                                                                          | Secretario                     |

## Deportes
Junto con los deportes contemporáneos como fútbol, cricket, voleibol, baloncesto, balonmano, coco y tenis de mesa, Rathinam College of Arts & Science también promueve deportes tradicionales como Kabaadi y artes marciales tradicionales como Kalaripayattu, Silambam también encuentra su lugar en el extra. actividades curriculares. El campus alberga un campo de críquet con redes de entrenamiento, una cancha de baloncesto dedicada y un gimnasio.

## Instalaciones
Las aulas están equipadas con proyectores digitales y sistemas de audio para sesiones de aprendizaje interactivo. Las principales instalaciones son albergues separados para niños y niñas, un centro recreativo, un gimnasio, centros de lavado para los estudiantes del albergue y un restaurante con múltiples patios de comidas. También hay una Célula de Desarrollo de Emprendedores (EDC) en pleno funcionamiento para motivar y crear Emprendedores.

## Emisora de radio comunitaria
Una estación de radio comunitaria llamada Rathinavani90.8 está funcionando dentro del campus y es mantenida por los estudiantes.

## Personas notables
- Dr. K. Rosaiah – Gobernador de Tamil Nadu
- Dr. Mylswamy Annadurai – Científico de ISRO
- Prof. H. Devaraj – Vicepresidente, Comisión de Becas de la Universidad, Nueva Delhi
- Thiru. K. Baghya Raj – Director
- Padmashri Actor Vivek – Actor
- Mr. Karthik Raja – Compositor
- Dr. C. Sylendra Babu IPS – Comisionado de Policía, Coimbatore

## Vida estudiantil
Además de las visitas periódicas a la industria, las conferencias y los seminarios de invitados, la dirección lleva a cabo algunas actividades extracurriculares más.
Rathinam Fest: todos los años, se organiza un mega encuentro cultural a nivel estatal con el nombre de Rathinam Fest. Tycoons: El Departamento de Comercio y Gestión está organizando un festival cultural intercolegial llamado "Tycoons" que también da importancia a las actividades curriculares como presentaciones en papel, seminarios, concursos, etc.

## Alumni
La Asociación de Antiguos Alumnos de Rathinam es una organización internacional con capítulos en todo el mundo, que conecta a los antiguos alumnos en redes, eventos sociales y recaudación de fondos.